# Euxenister caroli
Euxenister caroli är en skalbaggsart som beskrevs av August Reichensperger 1923. Euxenister caroli ingår i släktet Euxenister och familjen stumpbaggar. Inga underarter finns listade i Catalogue of Life.